# Negrita (album)
Negrita è il primo album in studio del gruppo musicale omonimo, pubblicato il 10 marzo 1994 dalla Black Out.

## Il disco
Le registrazioni del disco sono state effettuate allo studio IRA (Litfiba, Ritmo Tribale, Extrema) di Firenze nell'agosto 1993. I brani sono tutti composti da Pau (che prima dell'entrata di Franco era anche al basso), Cesare, Drigo e Fabrizio Barbacci, ad eccezione di Bonanza che vede la partecipazione di Modamus insieme a Fabrizio Simoncioni alla tastiera. Peace Frog è una cover rivisitata dei The Doors.
R.J. (Angelo ribelle) è dedicata a Robert Johnson, il famoso bluesman che si dice avesse venduto l'anima al diavolo in cambio delle sue abilità di chitarrista. Lontani dal mondo comparirà invece nella colonna sonora del film Oasi dello stesso anno.

## Tracce
1. Cambio – 3:40
2. Bum bum bum – 4:38
3. Militare – 3:34
4. Bonanza – 4:52
5. Man in the Corner – 4:39
6. R.J. (Angelo ribelle) – 3:21
7. Corvo nero – 4:57
8. Rumore – 3:22
9. Peace Frog – 2:28
10. Lontani dal mondo – 5:44
11. Ehi! Negrita – 3:30

## Formazione
Gruppo
- Paolo Bruni – voce, armonica
- Enrico Salvi – chitarra, voce
- Cesare Petricich – chitarra
- Francesco Li Causi – basso
- Roberto Zamagni – batteria

Altri musicisti
- Fabio Chiappini – tastiera (traccia 4)
- Fabrizio Barbacci – chitarra acustica (traccia 10)
- Fabrizio Simoncioni – cori

Produzione
- Fabrizio Barbacci – produzione
- Fabrizio Simoncioni – registrazione